# 변말
변말이란 어떤 특수집단이 바깥 집단과 스스로를 구별짓기 위해 쓰는 특수한 언어사용(단어및 어법을 포함)을 가리킨다. 변말을 쓰는 집단은 전문가계층에서 범죄집단까지 그 층위가 매우 다양하다.

## 같이 보기
- 코드 토커
- 특수용어
- 쉽볼렛